# ASMR
ASMR eller autonomous sensory meridian response er en behagelig fornemmelse i hovedbunden eller i ryggen, der udløses af forskellige stimuli såsom lyden af en blyant, der tegner på papir, en hviskende stemme eller hovedmassage. Fænomenet findes især i form af videoer på nettet.